# Bluewater-Affäre
Die Bluewater-Affäre ist ein im Jahr 2009 bekannt gewordener Fall von Guerilla-Marketing, der im Jahr 2009 für erhebliche Kontroversen und Diskussionen über die Grenzen von Werbung und die Verantwortung der Medien sorgte. Diese Affäre illustriert die potenziellen Risiken und ethischen Fragen, die mit innovativen Marketingstrategien verbunden sein können, insbesondere wenn sie die Form von Falschmeldungen annehmen.

## Hintergrund

### Konzeptionelle Überlegungen
Die Idee hinter der Bluewater-Affäre war es, eine fiktive, aber glaubwürdig erscheinende Geschichte zu kreieren, die von den Medien aufgegriffen und verbreitet werden würde. Die Wahl fiel auf das Szenario eines Terroranschlags in einer erfundenen Stadt namens Bluewater in Kalifornien. Diese Thematik wurde bewusst gewählt, da sie aufgrund ihrer Aktualität und Brisanz eine schnelle Verbreitung und starke emotionale Reaktionen erwarten ließ.

### Planung
Die Planung umfasste die Erstellung einer umfassenden Hintergrundgeschichte für die Stadt Bluewater, einschließlich Details zu ihrer Lage, Bevölkerung und Geschichte. Zusätzlich wurden gefälschte Nachrichtenbeiträge, Pressemitteilungen und sogar ein Wikipedia-Eintrag erstellt, um die Existenz von Bluewater und den vermeintlichen Terroranschlag zu untermauern.
Die Vorbereitung der Aktion war umfangreich und detailorientiert. Jan Henrik Stahlberg und Marcus Mittermeier arbeiteten mit einem Team von Fachleuten zusammen, darunter Schauspieler, Webdesigner und Experten für öffentliche Kommunikation, um alle Aspekte der Falschmeldung authentisch zu gestalten. Die Erstellung der gefälschten Medieninhalte erforderte eine präzise Planung und Ausführung, um die Glaubwürdigkeit der Geschichte zu gewährleisten.

### Zielsetzung der Aktion
Das primäre Ziel der Bluewater-Affäre war es, Aufmerksamkeit für den Film Short Cut to Hollywood zu generieren. Die Filmemacher gingen davon aus, dass die Kontroverse und das daraus resultierende Medienecho nicht nur den Film, sondern auch ihre kritische Botschaft über die Medienlandschaft einem breiteren Publikum zugänglich machen würden.
Ein weiteres wichtiges Ziel war es, eine Diskussion über die Arbeitsweise der Medien anzustoßen. Stahlberg und Mittermeier wollten aufzeigen, wie schnell und oft unreflektiert Nachrichten verbreitet werden, ohne die Fakten gründlich zu prüfen. Die Aktion sollte die Verletzlichkeit der Medien gegenüber manipulierten Informationen beleuchten und die Notwendigkeit einer kritischen Medienkompetenz in der Gesellschaft hervorheben.
Die Bluewater-Affäre war auch als experimentelles Projekt gedacht, das die Grenzen zwischen Realität und Fiktion auslotet. Die Filmemacher nutzten die Aktion, um die Reaktionen von Medien und Öffentlichkeit auf eine künstlich erzeugte Situation zu beobachten und daraus Schlüsse für die Macht und die Mechanismen der Berichterstattung durch die Medien zu ziehen.

## Durchführung
Ein zentraler Aspekt der Durchführung war die Erstellung gefälschter Nachrichtenbeiträge und Pressemitteilungen. Diese wurden professionell gestaltet, um echten journalistischen Inhalten zu ähneln. Besonders wichtig war die Gestaltung der Website des fiktiven Fernsehsenders vpk-tv, der als primäre Quelle für die Nachricht vom Terroranschlag diente. Diese Website zeigte ein gefälschtes Bekennervideo, das angeblich von den Tätern hinterlassen wurde.
Um die Geschichte weiter zu untermauern, setzte Stahlberg Schauspieler ein, die als Augenzeugen oder Experten auftraten. Diese gaben vor, direkt aus Bluewater zu berichten, und wurden in den gefälschten Nachrichtenbeiträgen gezeigt. Die Namen der Kontaktpersonen und Redakteure, wie „Linda Davenport“ und „Marc Napster“, waren frei erfunden und sollten subtil auf die Fälschung hinweisen.
Die Verbreitung der Falschmeldung erfolgte hauptsächlich über die Deutsche Presse-Agentur (dpa), die die Nachricht aufgriff und weiterleitete. Die dpa spielte eine ungewollte, aber entscheidende Rolle in der schnellen nationalen und internationalen Verbreitung der Geschichte.
Die Nachricht wurde von zahlreichen Medienhäusern aufgegriffen, darunter große deutsche Zeitungen und Online-Portale. Viele Medien veröffentlichten die Geschichte, ohne die Quellen gründlich zu prüfen, was die Reichweite und den Einfluss der Falschmeldung erheblich steigerte.
Die Falschmeldung wurde schließlich entlarvt, als Unstimmigkeiten und die fehlende Verifizierbarkeit der Quellen zu Zweifeln führten. Eine entscheidende Rolle spielte ein fehlgeleiteter Anruf, der statt zu einem angeblichen Mitarbeiter des Fernsehsenders zu Stahlbergs Team in Berlin führte. Nachdem dieser Fehler auftrat, zog die dpa ihre Berichterstattung zurück und warnte davor, die Informationen weiter zu verwenden.

## Medienresonanz
Die Deutsche Presse-Agentur (dpa) und renommierte Medien wie die Website Heute.de vom ZDF, die Sächsische Zeitung und die Süddeutsche Zeitung verbreiteten die Nachricht über den angeblichen Terroranschlag, was die Affäre ins Rollen brachte. Diese schnelle Verbreitung ohne ausreichende Überprüfung der Fakten unterstreicht die Dynamik digitaler Nachrichtenverbreitung und die Herausforderungen, die sich daraus für die journalistische Sorgfaltspflicht ergeben.
Die Aufdeckung der Fälschung führte zu einer intensiven Selbstreflexion innerhalb der Medienbranche über die eigenen Arbeitsprozesse und die Notwendigkeit einer verstärkten Überprüfung von Quellen. Die Affäre verdeutlichte die Notwendigkeit eines kritischen Umgangs mit Informationen und die Bedeutung von Fact-Checking-Prozessen in Redaktionen.
Die Bluewater-Affäre führte zu einer Diskussion über die Glaubwürdigkeit der Medien und die Gefahren von Fake News. Der Filmemacher Jan Henrik Stahlberg, der hinter der Aktion stand, wollte seine Aktion nicht in Zusammenhang mit dem Begriff Fake News sehen, da er diesen als zu oft gebraucht und missbraucht empfindet. Dennoch war die Affäre der Eröffnungstusch zu einem zersetzenden Zeitalter der Täuschung in Deutschland und machte deutlich, wie sehr Lügen und Falschnachrichten die Welt, die Politik und das Leben mittlerweile verändert haben.
Als Lehre aus dem PR-Coup änderte die dpa ihre Bestimmungen für die Prüfung von Meldungen und deren Quellen. Die Affäre dient als Mahnung, dass die Wahrung der Glaubwürdigkeit eine der wichtigsten Aufgaben des Journalismus bleibt, insbesondere in einer Zeit, in der die Grenzen zwischen Wahrheit und Fiktion zunehmend verschwimmen.
Die Medienresonanz auf die Bluewater-Affäre zeigt, dass die Affäre nicht nur eine Auseinandersetzung mit den unmittelbaren Fehlern in der Berichterstattung war, sondern auch eine tiefgreifende Reflexion über die Rolle und Verantwortung der Medien in der modernen Informationsgesellschaft anstieß. Die Affäre steht exemplarisch für die Herausforderungen, denen sich der Journalismus im digitalen Zeitalter gegenübersieht, und bietet wertvolle Lehren für die Notwendigkeit einer ständigen kritischen Überprüfung von Informationen und die Bedeutung ethischer Standards im Journalismus.